# Dov Tamari
Dov Tamari (nascido  Bernhard Teitler; Fulda, 29 de abril de 1911 – Jerusalém, 11 de agosto de 2006) foi um matemático alemão. Foi para o Mandato Britânico da Palestina em 1933.
Tamari obteve um doutorado na Universidade de Paris em 1951, orientado por Paul Dubreil.

## Publicações selecionadas
- Tamari, Dov (1948). «On a certain classification of rings and semigroups». Bulletin of the American Mathematical Society. 54 (2): 153–159. ISSN 0002-9904. doi:10.1090/S0002-9904-1948-08972-8
- —— (1953). «On the embedding of Birkhoff-Witt rings in quotient fields». Proceedings of the American Mathematical Society. 4 (2). 197 páginas. ISSN 0002-9939. doi:10.1090/S0002-9939-1953-0053920-5
- —— (1954). «Monoïdes préordonnés et chaînes de Malcev» (PDF). Bulletin de la Société Mathématique de France. 82: 53–96. doi:10.24033/bsmf.1446
- Bunting, Paul W.; van Leeuwen, Jan; —— (1978). «Deciding associativity for partial multiplication tables of order {\displaystyle 3}». Mathematics of Computation. 32 (142). 593 páginas. ISSN 0025-5718. doi:10.1090/S0025-5718-1978-0498906-7